# 陳家逵
陳家逵（1977年8月20日—），台灣男演員，倫敦藝術大學中央聖馬丁學院表演研究所畢。參與多部電視劇、電影、舞台劇拍攝，曾以《台北歌手》入圍第53屆金鐘獎與《四樓的天堂》入圍第57屆金鐘獎最佳男配角及入圍2018年Asian Academy Creative 
Awards最佳男配角。

## 經歷
就讀國立台北藝術大學戲劇所時就參與劇場演出。第一齣商業大舞台劇是果陀劇場的《看見太陽》，接著到屏風表演班，出演上百場《三人行不行》。2005年獲行政院菁英獎學金，赴英國愛丁堡藝術學院攻讀電影Pg dip及倫敦藝術大學鏡頭表演碩士。2007年代表英國參加Berlin Talent Campus。2014年後，他謙稱幸運能無縫接軌獲得許多影像表演的機會，帶來如電影《引爆點》、《盲人律師》，電視劇《台北歌手》、《俗女養成記》、《HIStory3-圈套》等，成為一位多產、活躍的演員。

## 電視劇
| 年份 | 播出                    | 劇名                   | 角色         |
| ---- | ----------------------- | ---------------------- | ------------ |
| 2011 | 三立台灣台              | 愛。回來               | 律師         |
| 2012 | 大愛電視台              | 白袍的約定             | 阿海         |
| 2013 | 大愛電視台              | 逆光真愛               | 蔡世亮       |
| 2013 | 華視                    | 金牌老爸               | 莫家逵       |
| 2014 | 大愛電視台              | 河畔卿卿               | 阿正         |
| 2014 | 客家電視台              | 新丁花開               | 張義信(年輕) |
| 2015 | 客家電視台              | 落日 (電視劇)          | 吳承翰       |
| 2016 | 客家電視台              | 明天一起去樂園         | 羅吉星       |
| 2016 | 三立台灣台              | 紫色大稻埕             | 李石樵       |
| 2017 | 民視                    | 外鄉女-黑美人          | 焦製作       |
| 2017 | 台視、八大戲劇台        | 我的男孩               | 小郭         |
| 2018 | 客家電視台              | 台北歌手               | 張文環       |
| 2019 | 大愛電視台              | 掌中人生               | 陳肇良       |
| 2019 | 大愛電視台              | 與愛同行               | 永欣         |
| 2019 | LINE TV                 | HIStory3-《圈套》      | 陳文浩       |
| 2019 | 華視                    | 俗女養成記             | 許建佑       |
| 2020 | friDay影音、公共電視台  | 國際橋牌社             | 祝仕真       |
| 2020 | Netflix                 | 誰是被害者             | 張聰健       |
| 2020 | LINE TV                 | 黑喵知情               | 劉政傑       |
| 2020 | 湖南衛視                | 我的愛如此麻辣         | 老闆         |
| 2020 | 大愛電視台              | 伊如陽光               | James        |
| 2021 | 八大戲劇台、衛視中文台  | 她們創業的那些鳥事     | 王家瑞       |
| 2021 | 公共電視台              | 火神的眼淚             | 李先生       |
| 2021 | 華視                    | 俗女養成記2            | 許建佑       |
| 2021 | 愛奇藝                  | 逆局                   | 黃正亮       |
| 2021 | YouTube、公共電視台     | 國際橋牌社2            | 祝仕真       |
| 2021 | 公共電視台              | 四樓的天堂             | 德瑞克       |
| 2021 | 公共電視台              | 茶金                   | 簡厚生       |
| 2022 | 八大戲劇台              | 親愛的亞當             | 趙惠生       |
| 2022 | Disney+                 | 正義的算法             | 黃律師       |
| 2022 | 中華電信MOD、Hami Video | 我願意                 | 羅權志       |
| 2022 | Disney+                 | 台北女子圖鑑           | 蔡嘉銘       |
| 2023 | Disney+                 | 台灣犯罪故事－生死困局 | 魏旭東       |
| 2023 | 愛奇藝、八大戲劇台      | 不良執念清除師         | 趙百嗣       |
| 2023 | 三立都會台、TVBS歡樂台  | 親愛壞蛋               | IVAN         |
| 2023 | 三立都會台              | 美食無間               | 老趙         |
| 2023 | 民視                    | 愛的榮耀               | 李正東       |
| 2024 | Hami Video、中華電信MOD | 塑膠花                 | 經理         |
| 2024 | 華視、公視台語台        | 無罪推定               | 張品嘉       |
| 2024 | Netflix                 | 影后                   | 粉絲         |
| 2024 | TVBS歡樂台              | 祕書俱樂部             | 老闆         |
| 2025 | 民視                    | 好運來                 | 蕭志偉       |
| 2025 | 大愛電視台              | 生日快樂               | 蔡先生       |
| 2025 | MyVideo                 | 喝酒吧！笨蛋           | Leo          |
| 2025 | 大愛電視台              | 以身相許               |              |
| 2025 | 公共電視台              | 我們與惡的距離 II      | 檢察官       |

### 電視電影
| 年份 | 播出       | 劇名              | 角色   |
| ---- | ---------- | ----------------- | ------ |
| 2011 | 公共電視台 | 背影              | 曾老師 |
| 2012 | 公共電視台 | 海倫她媽          | 醫師   |
| 2012 | 公共電視台 | 美麗境界          | 家明   |
| 2017 | 公視       | 通靈少女 (電視劇) | 經紀人 |
| 2017 | 緯來電影台 | 天降神機          |        |
| 2023 | 緯來電影台 | 開心鬼            | 毛哥   |

## 電影
| 年份 | 劇名             | 角色   |
| ---- | ---------------- | ------ |
| 2010 | 第四張畫         | 禮儀師 |
| 2011 | 雞排英雄         | 助選員 |
| 2011 | 愛之毫厘戀上髮梢 | 經紀人 |
| 2013 | 阿罩霧風雲       | 林文欽 |
| 2014 | 時下暴力         | 劉主任 |
| 2016 | 銷售奇姬         | 逵哥   |
| 2018 | 引爆點           | 楊家達 |
| 2019 | 幻術             | 陳水扁 |
| 2019 | 江湖無難事       | 小青   |
| 2019 | 盲人律師         | 楊道則 |
| 2020 | 驚夢49天         | BEN    |
| 2020 | 孤味             | 秉宏   |
| 2022 | 該死的阿修羅     | 湯小   |
| 2022 | 頭七             | 法師   |
| 2023 | 疫起             | 林志偉 |
| 2023 | 無法離開的人     | 軍官   |
| 2023 | 惡女             | 李刑警 |

### 短篇電影
- 2020年-90分（嘉義市美術館與文化局主辦“三分鐘短片競賽”，為陳家逵自編自導自演之短片）[10]
- 2015年-凡凡 （導演：劉家欣)

## 舞台劇
- 《一個公務員的意外死亡》、《看見太陽》、《海上情緣》(Anything Goes)、《重返熱蘭遮》、《隔壁親家》、《渭水春風》、《三人行不行》、《當岳母刺字時 媳婦是不贊成的》、《理查三世》、《平常心》、《老闆不願透露的事》、《台北筆記》、《退休教授與戲班子》
- 故事工廠《越想越不對勁》[11]
- 春河劇團《救救歡喜鴛鴦樓》[12][13]《沒有人想交作業》
- 同黨劇團《時光的手箱：我的阿爸和卡桑》（李崗基金會-財團法人影想文化藝術基金會）
- 相聲瓦舍《鱷魚不見了》

## MV
- 2020年 Karencici《誰》 (Netflix原創影集《誰是被害者》片尾曲)
- 2020年 李友廷 《我要你》(Netflix原創影集《誰是被害者》插曲)
- 2022年 A-Lin 《我怨》

## 主持

### 頒獎典禮
| 年份 | 節目                                                 | 頻道       | 備註       |
| ---- | ---------------------------------------------------- | ---------- | ---------- |
| 2022 | 《第57屆金鐘獎戲劇類星光大道》                       | 三立都會台 | 搭檔楊小黎 |
| 2024 | 國家影視聽中心「第四屆傑出影視聽工作者聯合頒獎典禮」 |            | 搭檔楊小黎 |
| 2024 | 第22屆「台新藝術獎」頒獎典禮                         |            |            |

### 廣播節目
- 好事聯播網 好事愛情歌[14]

### 活動
- 活動主持 李竺芯《和昨日説再見》生前告別式發片記者會[15]
- 2020《伊如陽光》台北見面會

## 參與節目

### 電視節目
- 2015年 今晚誰當家
- 2019年 超級同學會
- 2019年 歡樂智多星
- 2019年 全民星攻略
- 2020年 命運好好玩[16][17]

## 教學經歷
- 2009 MOMO購物台銷售專家表演課
- 2009 青睞經紀公司 藝人表演指導
- 2009 BAYER公司 媒體應對訓練講師
- 2010 百事傳播藝人表演訓練
- 2011 風賦國際娛樂表演訓練
- 2012 友松經紀藝人表演訓練
- 2012 電影”MY LUCKY STAR”關穎個人表演指導
- 2013 TVBS 藝人表演指導
- 2013 華山光點學堂老師
- 2014 電影《軍中樂園》演員訓練
- 2014 電視劇《八極少年》演員訓練
- 2014 伊林「璀璨之星」表演訓練
- 2015 三立華流之星表演訓練
- 2016 廣州女子團體「1931」表演訓練
- 2016 電視劇《原來一家人》表演訓練
- 2017 吉時娛樂表演訓練
- 2017 電影《驚夢49天》表演訓練
- 2018 東森購物台主持人培訓
- 2018 電影《大三元》表演訓練
- 2019 A.W.E.S.O.M.E TALK演說評審
- 世新大學英國語文學系講師
- 臺北藝術大學戲劇學系講師
- 臺北藝術大學電影學系講師
- 崇右影藝科技大學影視學系專任副教授
- 曾經指導過的藝人，例如：林依晨、JANET、六月、李易、邱澤、魏蔓、孟耿如、楊雅筑、毛弟、李心艾..等

## 獎項紀錄
| 年份   | 頒獎典禮     | 獎項             | 作品       | 角色                    | 結果 |
| ------ | ------------ | ---------------- | ---------- | ----------------------- | ---- |
| 2018年 | 第53屆金鐘獎 | 戲劇節目男配角獎 | 台北歌手   | 張文環/寶財/阿土/郭欽明 | 提名 |
| 2022年 | 第57屆金鐘獎 | 戲劇節目男配角獎 | 四樓的天堂 | 德瑞克                  | 提名 |

## 外部連結
- 陳家逵的Facebook專頁
- 陳家逵的Instagram帳戶